# Horst Krautter
Horst Krautter (* 1933 in Karlsruhe; † 23. Dezember 1996 in Stuttgart) war ein sozialdemokratischer Verwaltungsexperte, Politiker und kommunalwissenschaftlicher Dozent.
Als Absolvent des württembergischen gehobenen Verwaltungsdienstes wurde er zunächst Bürgermeister in Wildberg, (Landkreis Calw, Baden-Württemberg). Anschließend hat er in den Jahren 1972 bis 1995 als Geschäftsführer bei der Kommunalentwicklung Stuttgart das Konzept der Bürgerbeteiligung bei kommunalen Bau-, Infrastruktur- und Sanierungsmaßnahmen organisatorisch konzipiert und eine Vielzahl solcher Maßnahmen der Kommunalentwicklung mit begleitet und unterstützt. Mit dem Bürger planen war ein wichtiges Anliegen Krautters. Als Honorarprofessor unterrichtete er an der Hochschule für Verwaltung in Ludwigsburg.
Er gilt als Initiator des Nahverkehrsmodell Hohenlohe, einer frühen Form der Public Private Partnership in einem ländlichen Raum mit nur geringem ÖPNV-Aufkommen.

## Ausrichtung und Wirkung
Krautter war Mitglied der SPD und auch eine Zeitlang als Stellvertreter von Erhard Eppler im Landesvorstand Baden-Württemberg tätig. Als Weggefährte Epplers, auch was die Verbundenheit mit der württembergischen evangelischen Landeskirche angeht, hat er sich insbesondere in der Friedensbewegung Anfang der 1980er Jahre und der damit eng verbundenen Gustav-Heinemann-Initiative engagiert.
Krautter war hier eher als Herausgeber und Organisator tätig, weniger inhaltlich. Das Kunststück, dass bei der Menschenkette von Mutlangen die Kette kurzzeitig wirklich geschlossen wurde, ohne auf der Vielzahl von gequerten Autobahnen und Bundesstraßen ein Verkehrschaos hervorzurufen, ist seinem organisatorischen Talent zu verdanken und wurde auch bei der Gegenseite, dem damaligen Innenminister Roman Herzog anerkannt. 
Ein Novum in der deutschen Kommunalgeschichte war Krautters Tätigkeit als Externer Controller in Weimar. Weimar war Anfang 1995 zahlungsunfähig, Krautter wurde eingesetzt um die Stadtfinanzen im Benehmen mit der Verwaltung zu sanieren. Jede Ausgabe ging zunächst über Krautters Schreibtisch. Weimar erhielt eine Ablauforganisation, Krautter verteilte die Budgetverantwortung auf die Amtsleiter, das Controlling auf Dezernentenebene. Neben der Betonung der Eigenverantwortung für die Motivation entwickelte Krautter auch ein umfangreiches Schulungskonzept – denn kostenbewusst handeln könne nur, wer die betriebswirtschaftlichen Vorgänge erkennt. Das Konzept war auch als Grundlage für die Sanierung der Berliner Stadtfinanzen in der Diskussion.

## Persönliches
Krautters Vater war Schulleiter in Zaisersweiher und Sternenfels, wo Krautter als ältester von sechs Geschwistern aufwuchs. Krautter war verheiratet und hatte eine Tochter. Er starb nach kurzer schwerer Krankheit im Dezember 1996.

## Veröffentlichungen
- Menzel, Petra, Deutsch, Markus und Horst Krautter (1997): Aktuelles Praxishandbuch der Bauleitplanung. Band 1 u. 2. Augsburg.
- Der Umweltrahmenplan von Horst Krautter (Autor), Jochen Neidhardt (Autor) Verlag: Kohlhammer (April 1997) ISBN 3-17-011529-4
- Mit dem Bürger planen (Broschiert) von Sibylle Krause-Burger (Autor), Günter Hekler (Herausgeber), Wolfram Kaltenbacher (Herausgeber), Horst Krautter (Herausgeber) Verlag: Müller C.F.; Auflage: 2. A. (1992) ISBN 3-7880-7427-2
- Zukunfts - Chancen suchen. Gustav-Heinemann-Initiative von Titus Häussermann (Autor), Horst Krautter (Autor) Radius-Verlag GmbH (April 1987) ISBN 3-87173-701-1
- Frieden retten, Frieden stiften. Texte der Gustav-Heinemann-Initiative 1981 (Broschiert) von Walter Hähnle (Autor), Horst. Krautter (Autor) Radius-Verlag GmbH (November 1984), ISBN 3-87173-601-5
- Recht zum Widerstand. Gustav-Heinemann-Initiative von Titus Häussermann (Autor), Horst. Krautter (Autor) Radius-Verlag GmbH (Mai 1986) ISBN 3-87173-657-0
- Frieden mit der Sowjetunion – eine unerledigte Aufgabe. Hrsg. zusammen mit Dietrich Goldschmidt, Sophinette Becker, Erhard Eppler, Wolfgang Huber, Horst Krautter, Hartmut Lenhard, Wolfgang Raupach und Klaus von Schubert. Gütersloh 1989
- Peter Heinemann, Gustav Heinemann. Christ, Patriot und sozialer Demokrat. Zur Eröffnung der Ausstellung »Gustav Heinemann« im Rastatter Schloß, in: Die Bundesrepublik und die dt. Geschichte/Gustav-Heinemann-Initiative, hrsg. von Titus Häussermann und Horst Krautter, Stuttgart 1987, 75–80;